# Toldalag
Toldalag (románul Toldal) falu a Székelyföldön, Erdélyben, a mai Romániában, Maros megyében.

## Fekvése
Marosvásárhelytől 29 km-re északra a Sár-patak bal partján fekszik, Vajdaszentivány községhez tartozik.

## Nevének eredete
Neve a magyar toldani igéből való és itt hozzátoldott birtokrészt jelent.

## Története
1268-ban Toldalagh néven említik először. A Mindenszentek tiszteletére szentelt templomát 1471-ben említik először. Mai református temploma valószínűleg ennek újjáépítésével 1776-ban épült.
1910-ben 644, többségben román lakosa volt, jelentős magyar 
kisebbséggel. A trianoni békeszerződésig Maros-Torda vármegye Régeni alsó járásához tartozott. 1992-ben 356 lakosából 182 román, 153 magyar, 21 cigány volt.